# Carlemanniaceae
Carlemanniaceae — це тропічна родина напівчагарникових і трав’янистих багаторічних квіткових рослин Східної та Південно-Східної Азії з 2 родів. Старіші системи таксономії рослин відносять два роди, Carlemannia та Silvianthus до Caprifoliaceae або Rubiaceae. Класифікація групи покритонасінних філогенезу 2003 року відносить групу до Lamiales, як родину рослин, більш тісно пов’язану з Oleaceae, ніж з Caprifoliaceae.